# 9569 Quintenmatsijs
9569 Quintenmatsijs là một tiểu hành tinh. Nó được đặt theo tên họa sĩ người Flanders, Quentin Matsys.